# Blackmore, Hook End and Wyatts Green
Blackmore, Hook End and Wyatts Green är en civil parish i Brentwood i Essex i England. Den har 3 040 invånare (2011).